# Псамофіли
Псамофі́ли — тварини, що живуть серед сипучих пісків. Псамофіли здатні швидко рухатися (бігати, стрибати, літати), зариватись у пісок, пересуватися в ньому. Всі псамофіли є ксерофільними тваринами. До типових псамофілів належать комахи (піщана блоха, жуки чорнотілки, деякі оси), плазуни (деякі круглоголовки, сірий варан, піщаний удавчик), ссавці (деякі тушкани, тонкопалий ховрах) тощо.

## У популярній культурі
Правильно написавши слово «псаммофіл», восьмикласник Дев Шах з Флориди, один з 231 конкурсантів, переміг у 95-му Національному конкурсі з правопису імені Скріппса в червні 2023 року і отримав приз у розмірі 50 000 доларів США.